# モンゴル系民族
モンゴル系民族（Mongolic peoples）は、モンゴル語族の言語を母語とする諸民族の総称。主な居住域はモンゴル高原（現在のモンゴル国と中華人民共和国の内モンゴル自治区を合わせたものにほぼ一致する地域）にバイカル湖～興安嶺の一帯とバイカル湖～アルタイ山脈の一帯を合わせた地域（中央ユーラシア）。
大雑把な人口の内訳は、モンゴル国に200万、中国・内モンゴル自治区に400万、ロシア・ブリヤート共和国に20万である。詳細に見るとモンゴル国では人口約253万3100人のうち95％（約241万人）がモンゴル族（2004年統計年鑑）であり、中国には約1000万人（内モンゴル自治区に約400〜500万、それ以外の中国内に約500〜600万）のモンゴル族がいる。

## 現在のモンゴル系民族

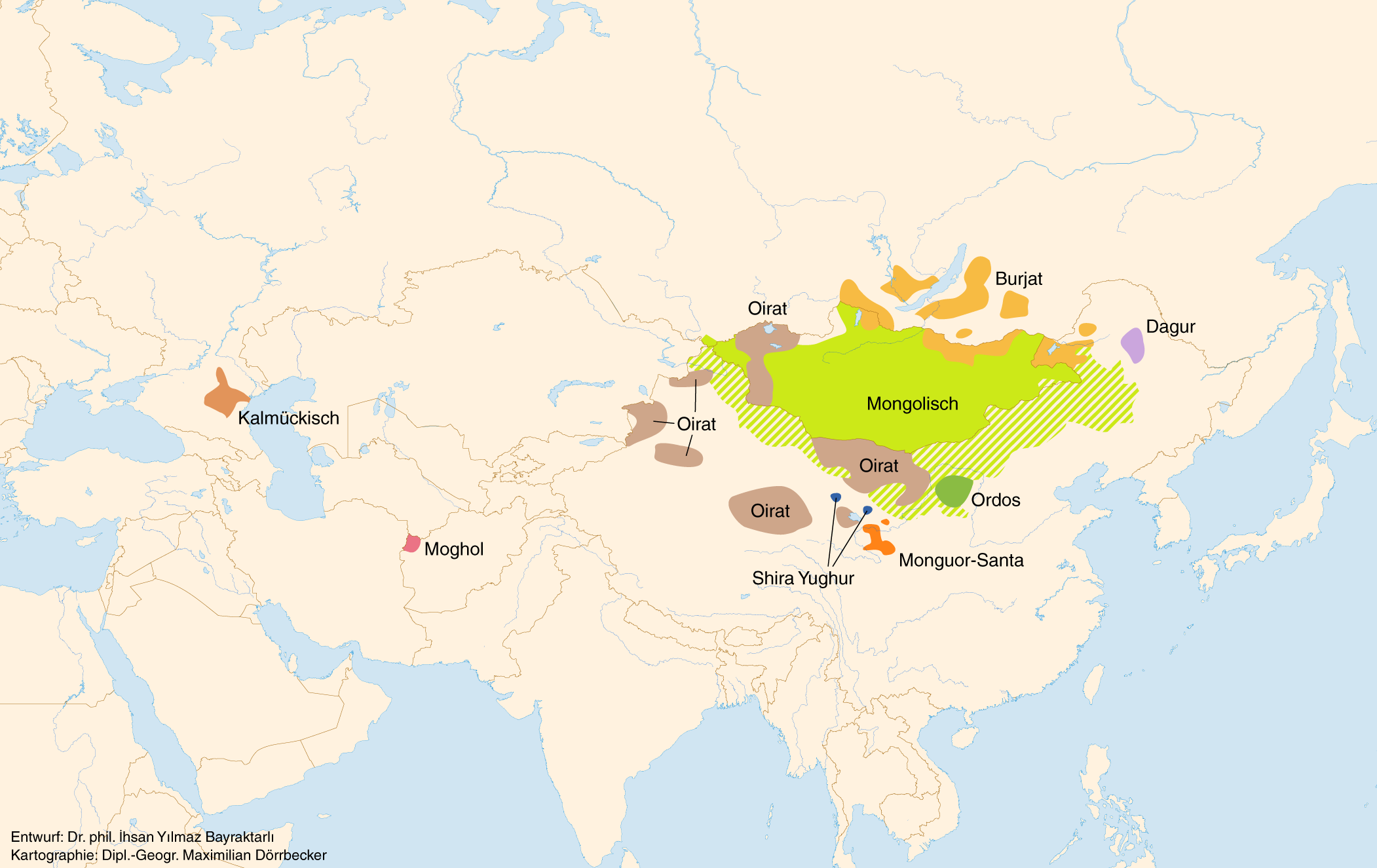
モンゴル諸語の分布図
ダウール語
ブリヤート語
モンゴル語
オルドスモンゴル語
オイラト語
カルムイク語
東部ユグル語
モングォル語・サンタ語
モゴール語

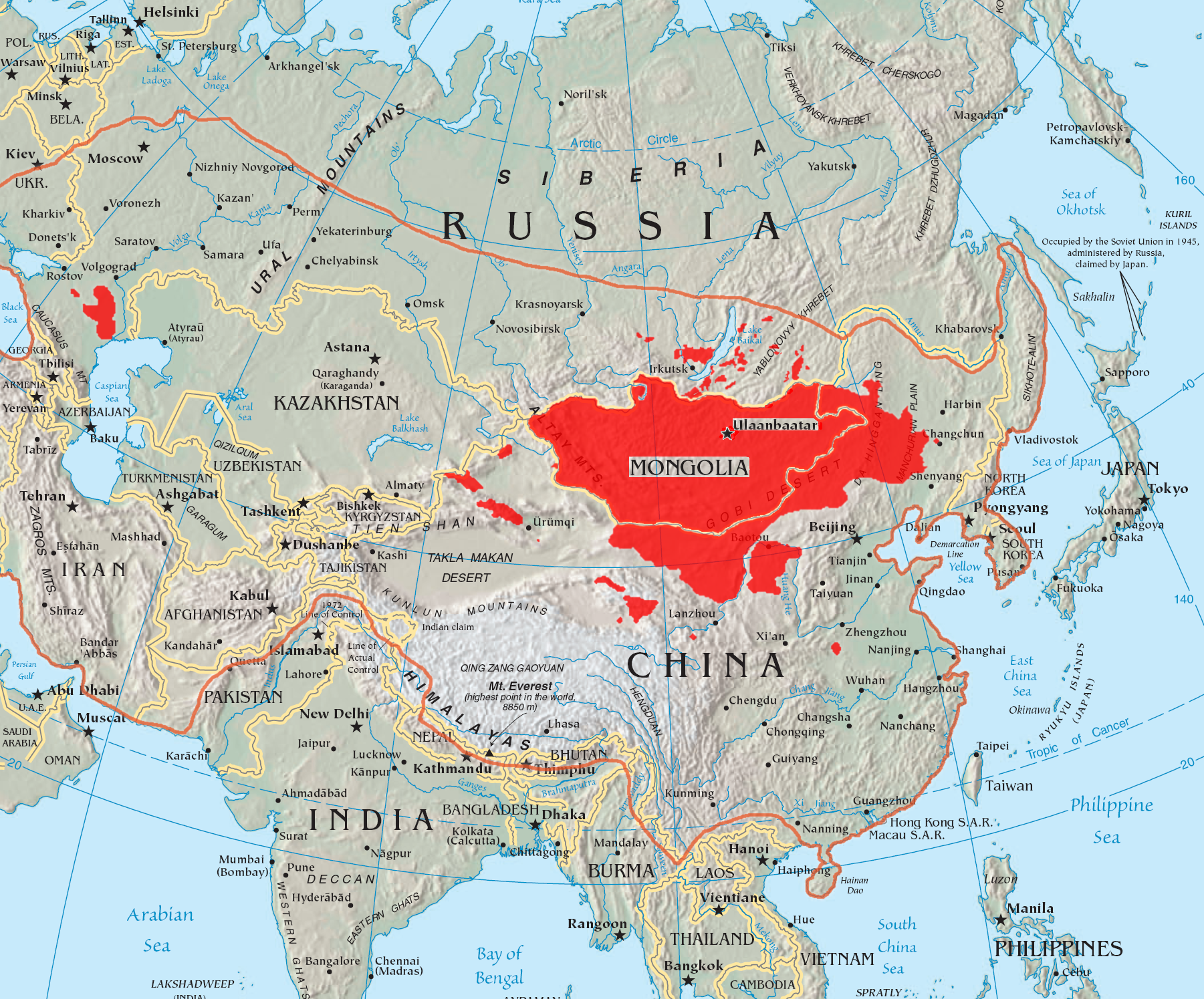
現在のモンゴル系民族の居住地域
13世紀後半のモンゴル帝国

- モンゴル民族…モンゴル国と中国内モンゴル自治区を中心とした地域に住み、モンゴル語を話す。
  - ハルハ…モンゴル国の人口の8割を占める。
  - チャハル･･･中国内モンゴル自治区に住む。モンゴル族と呼ばれる。
  - オイラト（カルムイク人）…中国青海省の一部と新疆の北部およびロシア連邦のカルムイク共和国に住み、オイラト語（カルムイク語）を話す。
- ダウール族…中国の内モンゴル自治区東部と、新疆ウイグル自治区塔城県に住み、ダウール語を話す。
- ブリヤート人…ロシア連邦のブリヤート共和国やその周辺に住み、ブリヤート語を話す。
- トンシャン族…中国甘粛省臨夏回族自治州の東郷族自治県に住み、トンシャン語（サンタ語）を話す。
- バオアン族…中国甘粛省臨夏回族自治州の積石山保安族東郷族撒拉族自治県に住み、バオアン語を話す。
- 康家語を話す回族…中国青海省黄南蔵族自治州の尖扎県に住み、康家語を話す。
- 東部ユグル語を話すユグル族…中国甘粛省の粛南裕固族自治県に住み、東部ユグル語を話す。
- トゥ族…中国青海省の互助土族自治県および民和回族土族自治県に住み、モングォル語を話す。
- モゴール人…アフガニスタン北西部ヘラート州の周辺の山間部に住み、モゴール語を話す。
- ハザーラ人…アフガニスタン中央部の高原地帯に住むが、モゴール人と違い、インド・ヨーロッパ語族イラン語派ダリー語方言のハザーラ語を話すなど、言語・文化的にはイラン民族化している。

## 分布

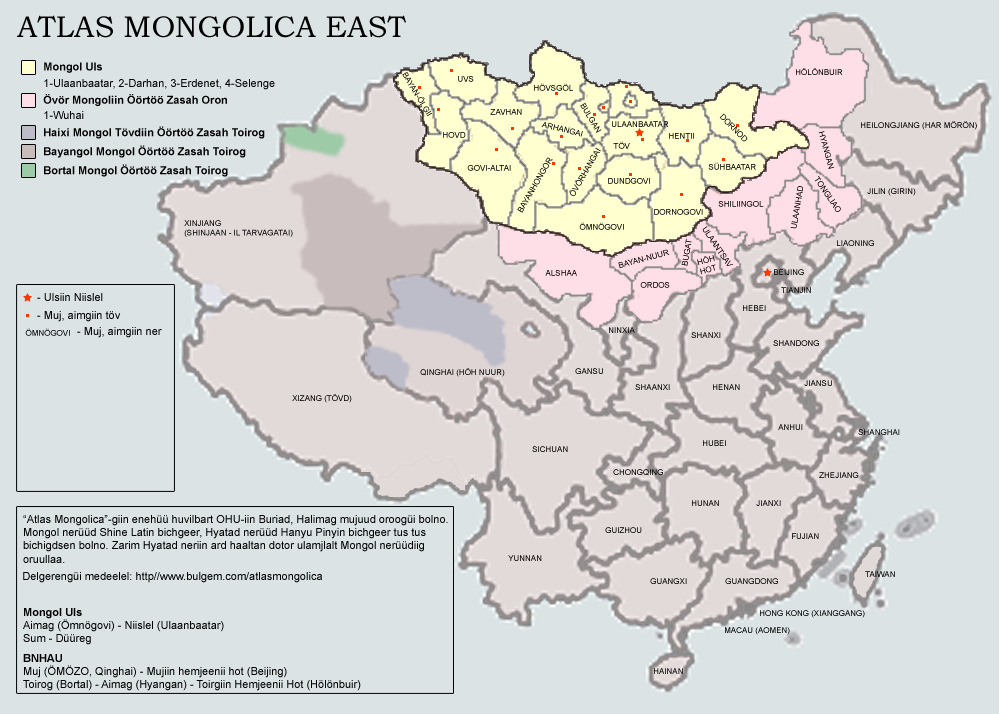
モンゴル国および中華人民共和国におけるモンゴル族の自治区域

### 外モンゴル（モンゴル国）
現在のモンゴル国にあたる「外蒙古（がいもうこ）」とは、「内蒙古」とともに清朝時代につけられた呼び名で、現在も世界的に使われる用語である（英語でOuter Mongoliaと呼ぶ）。しかし、清朝側から見たこの呼称はモンゴル人に嫌われており、モンゴル人自身では「北（アル）モンゴル」と称している。また、モンゴル国の8割弱がハルハ族と呼ばれるモンゴル系の民族で占められているため、「ハルハ・モンゴル」とも呼ばれる。モンゴル国は世界で唯一のモンゴル人の独立国家であり、人口は256万人（2005年）、そのうち8割弱がハルハ・モンゴル族、残り2割強にその他モンゴル系、テュルク系民族の16部族が居住する。言語はハルハ・モンゴル語が標準語で、文字は1941年以来キリル文字であるが、民主化後は古来の縦書きモンゴル文字を復活させようという動きがある。

### 内モンゴル（中国・内蒙古自治区）
現在中国領である内モンゴル自治区は、清朝時代に「内蒙古（ないもうこ）」と呼ばれ、もともとはモンゴル帝国（北元）の中心地でチャハル・モンゴルの支配域であったが、17世紀に清に編入されて以降中国領となっている。現在もなお「内蒙古」と呼ばれているが、上記の理由からモンゴル人自身では「南（オボル）モンゴル」と呼ばれている。人口はモンゴル国の外モンゴルに対し、モンゴル系モンゴル族が1割であり、残り8割が漢族で占められており、文化的に漢化が進み、モンゴル語を解さないモンゴル族もいる。文字は伝統的な縦書きモンゴル文字を使用する。

### その他中国領内のモンゴル
中国の新疆ウイグル自治区のにはかつてオイラトのジュンガル帝国の子孫であるオイラド族が居住しており、ボルタラ・モンゴル自治州・バインゴリン・モンゴル自治州が行政区画に存在する。寧夏・甘粛地方にはイスラム教徒であるドンシャン族、バオアン族が居住している。

### ロシア領のモンゴル
ロシア連邦のブリヤート共和国にはモンゴル語北部方言に属するブリヤート語を話すブリヤート人が住んでいる。自治共和国の総人口は97万人（2005年）であり、そのうちの半数はロシア人である。「ブリヤート」とはロシア風の発音で、もともとは「ボリヤド」という。ブリヤート人は12～13世紀ごろ「森の民（オイン・イルゲン）」と呼ばれ、モンゴル北部の森林地帯で狩猟と牧畜を営んでいた。1207年、チンギス・カンの長男ジョチによってモンゴル帝国に編入されて以来、モンゴル民族となり、その影響でチベット仏教も広まった。17世紀よりロシアの侵入が始まり、1689年のネルチンスク条約によってロシア領となる。1920年には赤軍により極東共和国が建てられ、まもなくソ連領となり、1923年にはブリヤート・モンゴル自治共和国に編入され、1958年には現在のブリヤート自治共和国に改称された。また、カスピ海北岸のカルムイク共和国には上記のオイラド族と同族であるカルムイク人が住む。「カルムイク」とはヨーロッパ側からの呼び名であり、自称はやはり「オイラド」という。自治共和国の人口は29万人であるが、カルムイク人はその半数以下である。カルムイク語はモンゴル語西部方言に属し、文字はキリル文字の他縦書きモンゴル文字を改良したトド文字を使用する。

## 歴史

### 東胡
中国の春秋戦国時代から秦代にかけて内モンゴル東部～満州西部に住んでいた遊牧民族。山戎などとともに燕の北に位置し、それぞれ分散して谷あいに居住していた。秦の始皇帝が中国を統一したころ、東胡は北方で強大となったが、匈奴の冒頓単于の侵攻により東胡王が殺され、その国は滅んだ。のちに東胡の生き残りで烏桓山に逃れた勢力は烏桓となり、鮮卑山に逃れた勢力は鮮卑となった。

### 烏桓・鮮卑
匈奴の冒頓単于によって東胡の国家が滅ぼされると、その残存勢力は烏桓山や鮮卑山に逃れたため、それぞれ烏桓、鮮卑と呼ばれるようになる。烏桓は早くから匈奴の臣下となっていたが、匈奴の壺衍鞮単于（こえんていぜんう）（在位：紀元前85年 - 紀元前68年）の時代以降、叛服を繰り返すようになり、後漢の時代になるとその臣下となり、後漢の国境警備に当たるようになった。鮮卑も前漢時代は匈奴に属していたが、目立った動きはせず、後漢の時代になってから後漢に対して叛服を繰り返すようになり、北匈奴の西走後のモンゴル高原を占拠し、檀石槐の時代には大帝国を築いた。檀石槐の死後は部族が分裂し、拓跋部，慕容部，宇文部，段部といった勢力が生まれ、五胡十六国時代、南北朝時代をもたらした。

### 柔然
柔然はもともと鮮卑拓跋部に属していたが、拓跋部が中国へ移住後（北魏）、高車などを吸収してモンゴル高原で勢力を拡大し、可汗（かがん）を中心とする遊牧帝国を築いた。柔然はたびたび中国北部の拓跋氏の王朝北魏や、属民である高車などと衝突したが、6世紀の中頃に鍛鉄奴隷である突厥によって国を奪われてしまう。

### 契丹・奚・豆莫婁
契丹は4世紀から14世紀にかけて、満州から中央アジアの地域に存在した半農半牧の民族。契丹、奚、豆莫婁、室韋は東部鮮卑の流れを汲むとされており、その言語は同じであるとされる。
契丹は10世紀に耶律阿保機のもとで国家を整備し、王朝（遼）を築いた。1004年には北宋と澶淵（せんえん）の盟を結び、北宋から遼へ莫大な財貨が毎年送られるようになると、経済力を付けた遼は東アジアから中央アジアまで勢力を伸ばした強国となった。しかし遼の上層部は次第に堕落し、内部抗争も激しさを増したため、1125年、女真族の王朝金の侵攻により遼は滅ぼされた。その余勢は中央アジアに逃れ西遼（カラ・キタイ）を建国した。

### 室韋（三十姓タタル）
室韋・契丹とも中国史書には東胡の子孫であるとか、鮮卑の子孫であると記述されており、室韋の一部族蒙兀室韋（蒙瓦部）がのちのモンゴルであることから、これらの民族系統はモンゴル系と推測される。しかし、大室韋などは「言葉が通じない」とあることから、すべてがモンゴル系というわけではないといえる。

### モンゴル部
中国の歴史書に室韋の一部族として「蒙兀室韋」、「蒙瓦部」という漢字名で記されたのがモンゴルの初出である。11世紀になると、「萌古国」という表記で『遼史』に登場し、遼帝国に朝貢していた。このころのモンゴル部族はバイカル湖畔に住んであおり、そのころの指導者はトンビナイ・セチェンと考えられる。1125年、女真族の金帝国が遼帝国を滅ぼした頃、モンゴル国の初代カンとなったのはトンビナイ・セチェンの子カブル・カンであった。彼は金朝に朝貢した際に罪を犯したり、タタル部族と抗争したりしたため、次のアンバガイ・カンの時にその恨みが返って来て、アンバガイ・カンは金朝に処刑された。その後を継いだクトラ・カンはアンバガイ・カンの仇を討つべく、モンゴル諸氏族を率いて金朝に攻め入り、敵軍を破って多数の略奪品を持ち帰った。これによって彼はモンゴルの吟遊詩人が熱愛する英雄となった。クトラ・カンの後、モンゴルのカンは空位となり、代わってクトラ・カンの甥にあたるイェスゲイ・バアトルがキヤン氏族とニルン諸氏族をとりまとめた。

### モンゴル帝国
イェスゲイ・バアトルの子テムジンは周辺諸族を取りまとめ、1206年にチンギス・カンに即位し、イェケ・モンゴル・ウルス（大モンゴル国）を建国した。通常この政権をモンゴル帝国と呼ぶ。モンゴル帝国は14世紀になると、東アジアの元朝、南ロシアのジョチ・ウルス、西アジアのフレグ・ウルス（イルハン朝）、中央アジアのチャガタイ・ウルス（チャガタイ・ハン国）の4国に分かれ、一種の世界連邦を構成した。モンゴル系民族がユーラシア全土に広まったのはこの時代といってよい。

### モンゴルとオイラト
元朝が1368年に漢民族の明朝に打倒されると、モンゴル民族は中国を捨ててモンゴル高原に後退した。通常この政権を北元と呼ぶ。しかし、モンゴルに支配されていた漢民族の政権である明朝では「蒙古」とは呼ばず「韃靼」と呼んだ。北元政権ではハーンの王統が不安定であり、クビライの王統であったり、アリクブケの王統であったりで、常にオイラト部族による擁立が頻発した。一時はエセン・ハーンというオイラト部族の出身者がハーンに即位したが、モンゴル部族出身のダヤン・ハーンの中興によってオイラトは打倒され、新たなモンゴル帝国が再構築された。

### ジュンガル帝国
17世紀、ダヤン・ハーンの一族によって打倒されたオイラト部族連合はモンゴル西部～ジュンガル盆地におり、その盟主はドルベト部で、ドルベト部の左翼を担っていたのが、ジュンガル部であった。やがてオイラト部族連合はモンゴルのハルハ部を破って独立を果たしたが、新たなオイラト盟主ホシュート部で内乱がおこると、オイラトのトルグート部は内乱を避けて遥かヴォルガ河畔へ避難し、これが現在のカルムィク人となる。ホシュート部の内乱を収束し、新たな部族長になったのがグーシ・ハーンであった。彼はチベット仏教のゲルク派を擁護し、施主として青海に本拠を置いた。これが青海ホショト部となり、現在のオイラド族となる。一方、盟主がいなくなったオイラト本国はジュンガル部族長のバートル・ホンタイジに任され、ジュンガル部が新たな盟主となり、次のガルダン・ハーンの代でモンゴルを破って最大版図を実現し、ジュンガル帝国と呼べる政権を築く。1755年、清朝の侵攻によりジュンガルの帝国は崩壊し、その支配下に入ったが、天然痘の流行によりジュンガルの移民はほぼ全滅した。後に無人地帯となったイリ地方にヴォルガ河畔から一部のトルグート部が帰還した。これも現在のオイラド族となる。

### 清朝・外モンゴル（ハルハ）と内モンゴル（チャハル）
ダヤン・ハーンによって再構築されたモンゴル帝国は左翼のチャハル、ハルハ、ウリヤンハイと、右翼のオルドス部、トメト、ヨンシエブの6トゥメンに分かれ、やがて現在のモンゴル国に当たる地域にはハルハ系のチェチェン・ハーン部、トシェート・ハーン部、ジャサクト・ハーン部、サイン・ノヤン部が形成され、清朝の支配下に入ると「外蒙古」と呼ばれた。現在の内モンゴル自治区に当たる地域にはジェリム盟、ジョソト盟、ジョーオダ盟、シリンゴル盟、ウランチャブ盟、イフ・ジョー盟、アラシャン・オーロト部、エジネ・トルグート部などが形成され、清代に「内蒙古」と呼ばれた。

## 歴史上のモンゴル系民族
諸説あり、確証はないが、わずかでもモンゴル系民族とされている民族を以下に挙げる。
- 東胡…近年は鮮卑（とくに拓跋部）の言語がモンゴル系であること[19][20]、東胡時代の遺跡や遺物から鮮卑や烏丸に特徴的な習俗の痕跡が発見されていることから、東胡もモンゴル系とみる解釈が有力視されている[21]。
- 鮮卑…古くは テュルク系であるとする説[22]があったが、近年になって鮮卑（特に拓跋部）の言語、鮮卑語はモンゴル系であるという説が有力となっている[23]。
- 烏桓…『三国志』や『後漢書』に「鮮卑の言語は烏桓と同じである」とあることから、鮮卑の言語がモンゴル系だとすれば、烏桓の言語もモンゴル系となる[24]。
- 柔然…可汗名の研究により、モンゴル系であるとされている。[25]
- 契丹…白鳥庫吉は中国史書から契丹語を抽出し、これを当時の北アジア諸民族の言語と比較した結果、ある単語はモンゴル語、またある単語はツングース語で解きえるとし、契丹語はモンゴル語とツングース語の混成であると推論、現代でいえばソロン人かダフール人かのどちらかに該当するとした。さらにソロン人とダフール人の使用する数詞と、中国の史書の中から抽出した契丹語の数詞「一、五、百」の三語を対照させて、それがダフール語に最も近似しているとした（1912年）。またロシアのニコラス・ポッペの研究によってダフール語はモンゴル語の古形をとどめるモンゴル語の一方言であることが明らかにされた（1934年）。よって、契丹語はモンゴル語の古形をとどめるモンゴル語の一方言に最も近い言語と考えてよい。[26]
- 室韋…中国の史書によると、室韋の言語は庫莫奚，契丹，豆莫婁と同じであることから[8]、モンゴル系である可能性が高い。
- 奚…中国の史書によると、室韋の言語は庫莫奚，契丹，豆莫婁と同じであることから[8]、モンゴル系である可能性が高い。
- 豆莫婁…中国の史書によると、室韋の言語は庫莫奚，契丹，豆莫婁と同じであることから[8]、モンゴル系である可能性が高い。
- 九姓タタル
- 烏古
- 阻卜
- タタル部
- ケレイト…ラシードゥッディーンは『ジャーミ・ウッ・タワーリーフ（集史）』において、中央ユーラシア草原の遊牧民を大きく四つに分類し、第三類「以前は独立した首長を持っていたが、第二のテュルク部族とも第四のモンゴル族ともつながりはなく、しかし外観や言語は彼らと近いテュルク部族」にケレイトを含めている。つまり、テュルク系ではあるが、モンゴル系に近い言語、もしくはテュルク系とモンゴル系の中間に位置する言語であったと推測される。そのため、ケレイトはテュルク系ともモンゴル系ともされている[27]。
- オイラト
  - トルグート
  - ホシュート
  - ホイト
  - バートト
  - ドルベト
  - ジュンガル
- エルクト・モンゴル族

## 遺伝子
モンゴル系民族にはY染色体ハプログループがC2系統が高頻度に観察される（バルガ族 65.8%、ブリヤート人 39.9%・44.4%・60.5%・63.9%、カルムイク人 56.1% [39.0% ホシュート部 - 65.3% トルグート部]、モンゴル民族 52%-54%、ダウール族 31%・42.5%など）。但し、ブリヤート・バルガ・ハムニガンではC-M407が多く、カルムイク・オイラトではC-M86が多く、ダウールではC-F1918が多いなど、ハプログループC2の主要なサブクレードは民族・部族ごとに異なる。また、ハプログループNも中頻度で見られる（ブリヤート人 20.2%・25.0%・30.9%・48.0%、ダウール族 10.3%・17.4%、モンゴル民族 11%、カルムイク人 10.4%）。なお、中国領内の所謂蒙古族は現代では主に（657/1521 = 43.20%）漢族・満洲族・朝鮮族等と同じくハプログループO-M122に属している。

## 参考資料
- 訳注：村上正二『モンゴル秘史1 チンギス・カン物語』（平凡社、1970年、ISBN 4582801633）
- ドーソン（訳注：佐口透）『モンゴル帝国史1』（1989年、平凡社、ISBN 4582801102）
- 宮脇淳子『モンゴルの歴史 遊牧民の誕生からモンゴル国まで』（刀水書房、2002年、ISBN 4887082444）
- 白石典之『チンギス・カン “蒼き狼”の実像』（中央公論新社、2006年、ISBN 4121018281）
- 金岡秀郎『モンゴルを知るための60章』（明石書店、2000年、ISBN 9784750312743）
- 内田吟風『北アジア史研究 鮮卑柔然突厥篇』（同朋舎出版、1975年、ISBN 4810406261）
- 『東北古代民族研究論網』（中国社会科学出版社、2006年、ISBN 978-7-5004-6301-6）
- 内田吟風、田村実造他訳注『騎馬民族史1 正史北狄伝』（平凡社東洋文庫、1971年）
- 島田正郎『契丹国―遊牧の民キタイの王朝』（東方書店、ISBN 978-4497933836）